# Жиру, Раймон
Раймо́н Жиру́ (фр. Raymond Giroux; род. 20 июля 1976, Норт-Бей, Онтарио) — канадский хоккеист, защитник. В 2014 году завершил игровую карьеру.
В 1994 году выбран на драфте НХЛ в 8 раунде под общим 202-м номером клубом «Филадельфия Флайерз», но позже был обменян в «Нью-Йорк Айлендерс» на право выбора в шестом раунде драфта 2000 года. Отыграл в НХЛ 38 матчей, сделав 13 результативных передач. 7 июля 2004 года подписал контракт с «Миннесотой» и играл за их фарм-клуб в АХЛ.
С 2005 по 2008 год играл за казанский «Ак Барс».
В 2008—2010 годах играл за петербургский СКА в КХЛ. С 2010 года играл за челябинский «Трактор». 31 июля 2012 года расторг контракт. 14 июня 2013 года подписал контракт с новокузнецким «Металлургом».

## Статистика
| Легенда | Легенда                    | Легенда | Легенда                   | Легенда | Легенда    |
| ------- | -------------------------- | ------- | ------------------------- | ------- | ---------- |
| И       | Количество проведённых игр | Штр     | Штрафное время            | +/−     | Плюс-минус |
| Г       | Голы                       | П       | Голевые передачи          | О       | Очки       |
| -       | Статистика неизвестна      | —       | Статистика не учитывалась |         |            |

### Клубная карьера
- a В «Плей-офф» учитывается статистика игрока в Плей-аут.
- b В «Плей-офф» учитывается статистика игрока в Кубке Надежды.

## Достижения и награды
| Год  | Команда | Достижение     | Достижение |
| ---- | ------- | -------------- | ---------- |
| 2006 | Ак Барс | Чемпион России |            |

| Год  | Команда | Достижение                             | Достижение |
| ---- | ------- | -------------------------------------- | ---------- |
| 2007 | Ак Барс | Обладатель Кубка европейских чемпионов |            |
| 2008 | Ак Барс | Победитель Континентального кубка      |            |

| Год  | Команда      | Достижение                                         | Достижение |
| ---- | ------------ | -------------------------------------------------- | ---------- |
| 1997 | Йель Булдогз | Попадание во вторую Сборную всех звёзд ECAC Hockey |            |
| 1998 | Йель Булдогз | Попадание в первую Сборную всех звёзд ECAC Hockey  |            |
| 1998 | Йель Булдогз | Игрок года ECAC Hockey                             |            |

| Год  | Команда                 | Достижение                                | Достижение |
| ---- | ----------------------- | ----------------------------------------- | ---------- |
| 2000 | Лоуэлл Лок Монстерс     | Участник Матча всех звёзд (3)             |            |
| 2002 | Бриджпорт Саунд Тайгерс | Участник Матча всех звёзд (3)             |            |
| 2003 | Олбани Ривер Рэтс       | Участник Матча всех звёзд (3)             |            |
| 2003 | Олбани Ривер Рэтс       | Попадание в первую Сборную всех звёзд АХЛ |            |

| Год  | Команда | Достижение                                       | Достижение |
| ---- | ------- | ------------------------------------------------ | ---------- |
| 2007 | Ак Барс | Обладатель приза «Самый результативный защитник» |            |

| Год  | Команда | Достижение                | Достижение |
| ---- | ------- | ------------------------- | ---------- |
| 2009 | СКА     | Участник Матча всех звёзд |            |

## Личная жизнь
У Жиру есть старший брат Ришар, который тоже играл защитником за Йельский университет, был капитаном команды.